# シラ・トージ
『シラ・トージ』(sira tuγuji)は、モンゴル・ハルハにおいて編纂されたモンゴル年代記。著者および編纂年は不明。

## 名称
この年代記の正式な名は『エルテヌ・モンゴロン・ハドン・ウンドゥスヌ・イェケ・シラ・トージ(Erten-ü mongγol-un qad-un ündüsün-ü Yeke sira tuγuji)：古のモンゴルのハン等の根源、大黄史』といい、一般的には省略して『イェケ・シラ・トージ』、あるいは『シラ・トージ』と呼ばれる。

## 内容
『シラ・トージ』の全体的構成はかなり『蒙古源流』に似ている。その前半部分である、宇宙の生成、インド，チベットの王統、チンギス・ハーンの祖先、チンギス・ハーンの事績、それ以降のモンゴル帝国、元朝のハーンの事績、また北元のハーンの事績などは、ほとんど『蒙古源流』の引用か、その節略である。ハーンの在位年数については年代記間に大きな相違がみられるが、それも『蒙古源流』を踏襲している。
ダヤン・ハーン以降についてはその直系のハーンの事績だけが記される。それから分かれた王公の事績についてはほとんど記されていない。例外として、ハルハの始祖となったゲレセンジェについてだけであるが、これは『シラ・トージ』がハルハの年代記であるためである。ダヤン・ハーンのあとを継いだのはその孫で早く亡くなったトロ・ボラトの子、ボディ・アラクであるが、これ以降リグダン・ハーンに至るハーンの事績については『蒙古源流』に記されているものを出ない。モンゴル最後のハーンとされるリグダン・ハーンの事績についても大方『蒙古源流』の記事を参照しているが、一部そこに記されていない重要な記述も見られる。それはリグダン・ハーンが『カンジュル』のモンゴル語訳をおこなったというものである。
『シラ・トージ』はモンゴル仏教史において重要な位置を占める、アルタン・ハーンによるダライ・ラマ3世の招請と、モンゴリアへのチベット仏教導入についてを全く記していない。逆に『シラ・トージ』の著者が関心をもったのは、ダヤン・ハーン以降のボルジギン一族の系譜である。特にハルハ部を支配したダヤン・ハーンの子ゲレセンジェの系譜について詳しく記している。しかし、『アサラクチ史』の記述と比べると記されていない者もあり、完璧なものとは言えない。ただ、『シラ・トージ』が『アサラクチ史』よりも後に編纂されたことから、多くの場合一世代あとの人物まで記されている。これは『シラ・トージ』が18世紀の比較的早い時期に編纂されたことをうかがわせる。
『シラ・トージ』の特徴はチンギス・ハーン家やその他の王家の系譜について、他の年代記に記されていないものが多く見られることである。例えばチンギス・ハーンの長子ジョチの後裔と次子チャガタイの系譜、オイラトのホシュート，トルグート，チョロス，ホイト各部の系譜、チンギスの弟ジョチ・カサルの後裔の系譜、同じくベルグテイの後裔の系譜等である。ただこれらのうち、ジョチの後裔やチャガタイの後裔の系譜については信用できるものではない。また、『シラ・トージ』の中で興味深い記述の一つが「六万戸の讃歌」である。ここで紹介されている「六万戸の讃歌」はオルドスにあるチンギス・ハーン廟に伝えられてきた祭祀文の一つ、「ホトート・ホリモン・トゥゲル(Qutuγut qurim-un tügel)：幸いある宴の儀式」の中でも記されている。このあと『シラ・トージ』は四オイラトを構成する部族集団について、またオイラトを構成する氏族のうち、ホシュート部とチョロス部の系譜を記している。なお、写本のD本の文章はここまでである。他のA,B,C本はその後改めてハルハの起源、ハルハの王公の婚姻関係について記している。

## 研究史
『シラ・トージ』がモンゴルからロシアにもたらされたのは19世紀末のことである。ロシアのモンゴル学者であったポズドネーエフは1876年から1878年にかけて、ロシア地理学協会によるモンゴル調査に参加した際、782冊のモンゴル書を収集した。それは1879年にサンクトペテルブルク大学によって購入されたが、その中に『シラ・トージ』の写本が一本含まれていた（C本）。これは現在、同大学の東洋学部の所蔵となっている。次いで1891年、ロシアのテュルク学者ラドロフはモンゴルのオルホン地域を探検調査し、突厥碑文などを調べたが、その際にモンゴル語の写本を獲得してロシアに持ち帰った。それらは現在、ロシア東洋学研究所サンクトペテルブルク支部に所蔵されており、全部で34点数えられている。その中の一つが『シラ・トージ』（A本）であった。この他にやはりポズドネーエフがもたらした写本が同研究所に所蔵されている（B本）。さらにもう一本、モンゴル国・ウランバートルのモンゴル国立中央図書館に所蔵されているものがある（D本）。以上のように『シラ・トージ』の写本は現在4本数えられている。
『シラ・トージ』について初めて書誌学的研究をおこなったのはジャムツァラーノ(Žamtsarano)である。彼は『17世紀のモンゴル年代記』において、A,B,Cの3本について紹介した。まずA本についてこれが『シラ・トージ』の中で最も古い写本であること、横が23.5センチ、縦が7.5センチの横長の冊子で、アコーディオンのように綴じられており、17世紀の書法の特色を持っていることを指摘した。この写本は284頁からなるが、最初の1～4頁が失われている。また193頁と195～221頁、263～284頁は「意味を持たない若干の言葉を除いて空白である」という。C本は十分に読み書きができないセレンゲ・ブリヤート人による口述によって書かれたものであり、誤記があるものの、A本がまだ完全な時にA本から書き写されたものであるため、A本では欠けている1～4頁の文章が存在する。B本については、4分の1サイズのロシア紙にロシア人によって書かれたもので、一部にA本やB本にない記述もあるという。最初の部分は欠けていて、「知られていない写本から、19世紀半ばに作られたもの」だという。
これら『シラ・トージ』のモンゴル文字テキストはシャスティナ(Шастина,1957)とハイッシヒ(Heissig,1959)によって公刊された。前者はロシア東洋学研究所所蔵のA本を底本にし、B本、C本との異同を示した、活字による校訂本である。また後者はモンゴル国立中央図書館蔵（D本）を写真版で紹介したものである。D本はA本、B本、C本の3種と内容に大きな違いがある。

## 成立年
『シラ・トージ』にはその編纂年代が示されていないため、また『シラ・トージ』より前に成立したはずの『蒙古源流』（1662年）に『シラ・トージ』という名の書が引用されていること、それにもかかわらず『シラ・トージ』には17世紀末から18世紀初頭の人物が記されていることなどから、正確な編纂年がわからずにいる。
ジャムツァラーノは『蒙古源流』に『シラ・トージ』を利用したと記されていることから、もともとこの年代記は17世紀前半に編纂され、段階的に加筆されていったと見解した。この見解はその後多くの研究者によって踏襲されている。しかし、森川哲雄は『シラ・トージ』に『アサラクチ史』（1677年）を利用した形跡があるとし、『蒙古源流』より前には編纂されておらず、『アサラクチ史』より後に編纂されたとしている。